# 도네정
도네정(일본어: 利根町 도네마치[*])은 일본 이바라키현 남부 기타소마군의 정이다.
1985년에는 인구가 2만 명을 넘었지만, 현재는 감소하는 경향에 있다. 인접하는 류가사키시와의 합병을 검토해 합병 협의회가 2003년에 설치되었지만 합병이 무산되어 2005년에 합병 협의회를 폐지했다.
8월의 납량 불꽃놀이가 유명하고 매년 주변 지역으로부터의 일손으로 활기찬다. 또 최근에 건강이나 복지에 힘을 쓰고 있는 마을로 일본 미디어에 소개되었다. 농업은 벼농사가 중심이지만 정내에는 유기재배한 원두커피를 사용해 전국적으로 유명한 카페도 있으며 다양한 작물이 자란다.

## 지리
정역은 거의 평탄하다. 정의 남쪽은 도네강을 따라 있어 기후는 비교적 온난하다. 또 벚꽃이나 은행 나무가 아름다운 대로가 곳곳에 있어 도네강의 제방과 함께 현지 주민의 산책 코스로서 인기이다.

## 역사
- 1889년 4월 1일 - 정촌제 시행과 함께 기타소마군 후카와정, 후미촌, 몬마촌, 히가시몬마촌이 성립하였다.
- 1955년 1월 1일 - 후카와정, 후미촌, 몬마촌, 히가시몬마촌이 합병해 도네정이 성립하였다.

## 인구
| 연도 | 인구   | ±%     |
| ---- | ------ | ------ |
| 1920 | 7,467  | —      |
| 1930 | 7,659  | +2.6%  |
| 1940 | 7,627  | −0.4%  |
| 1950 | 9,796  | +28.4% |
| 1960 | 9,379  | −4.3%  |
| 1970 | 8,262  | −11.9% |
| 1980 | 14,378 | +74.0% |
| 1990 | 20,511 | +42.7% |
| 2000 | 19,033 | −7.2%  |
| 2010 | 17,465 | −8.2%  |